# Mont Pèlerin
Der Mont Pèlerin ist ein Höhenrücken, der sich im Schweizer Kanton Waadt über dem Nordostufer des Genfersees nordnordwestlich der Stadt Vevey erhebt und als ihr Hausberg gilt.

## Geographie
Der Mont Pèlerin ist ein rund fünf Kilometer langer und zwei bis drei Kilometer breiter Höhenzug in Nord-Süd-Richtung. Er liegt überwiegend auf dem Gemeindeboden von Chardonne, kleinere Anteile gehören zu Puidoux und zur freiburgischen Gemeinde Granges (Veveyse). Sein Gipfel (1079 m ü. M.) liegt 700 Meter über dem Wasserspiegel des Genfersees und überragt das nördliche Umland (Hügel des höheren Mittellandes und Haute-Broye) um knapp 400 Meter. Nördlich des Mont Pèlerin liegt der Mont Chesau (984 m ü. M.), auf alten Landkarten auch als Mont Cheseaux bezeichnet; der Sattel zwischen den beiden Bergen hat seinen tiefsten Punkt auf 951 m ü. M.
Über den Gipfel des Mont Pèlerin verläuft die europäische Hauptwasserscheide zwischen den Einzugsgebieten von Rhone und Rhein. Die am Südhang entspringenden kurzen Bäche fliessen zum Genfersee (Einzugsgebiet der Rhone), die Nord- und Osthänge werden durch die Biorda zur Broye (Einzugsgebiet des Rheins) entwässert.

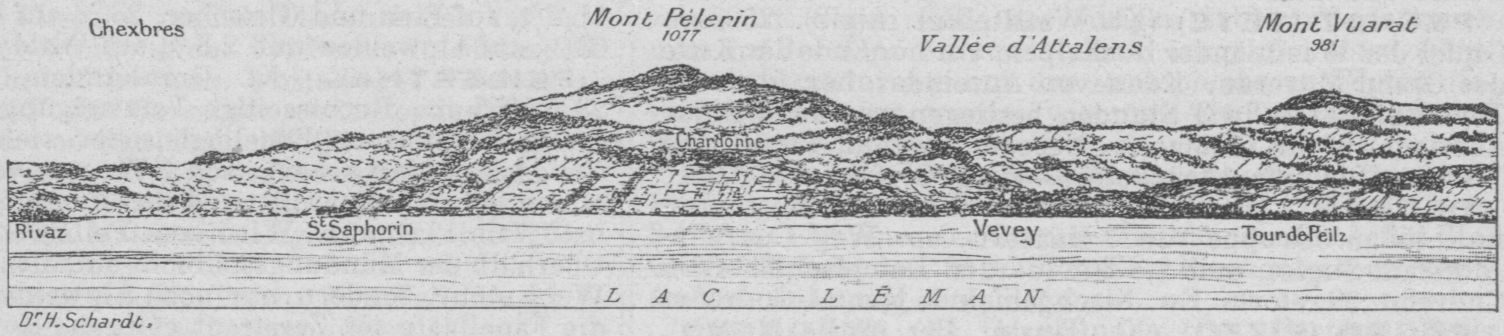
Darstellung von Hans Schardt um das Jahr 1905

## Geologie

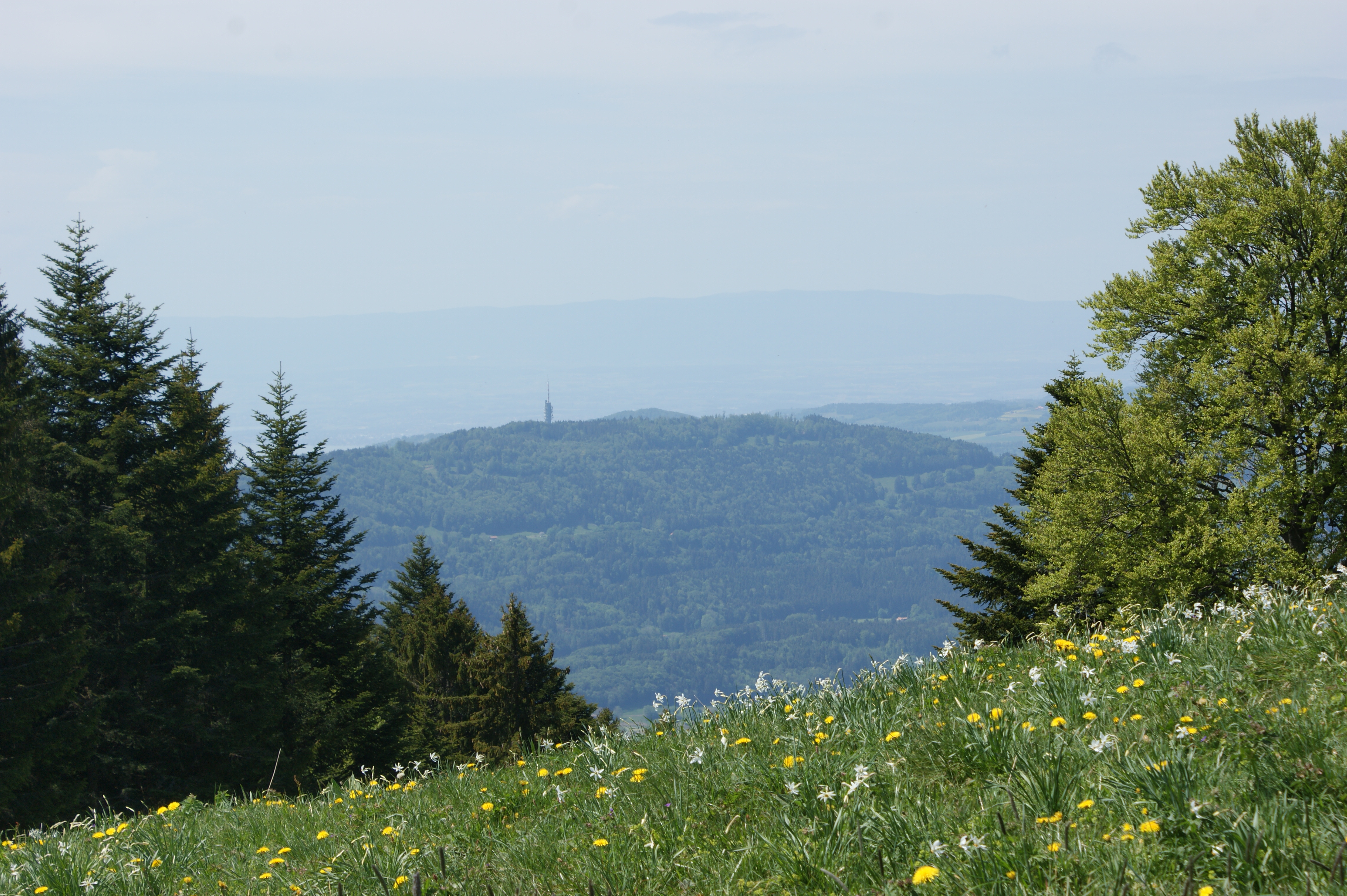
Der Berg von Les Pléiades aus gesehen

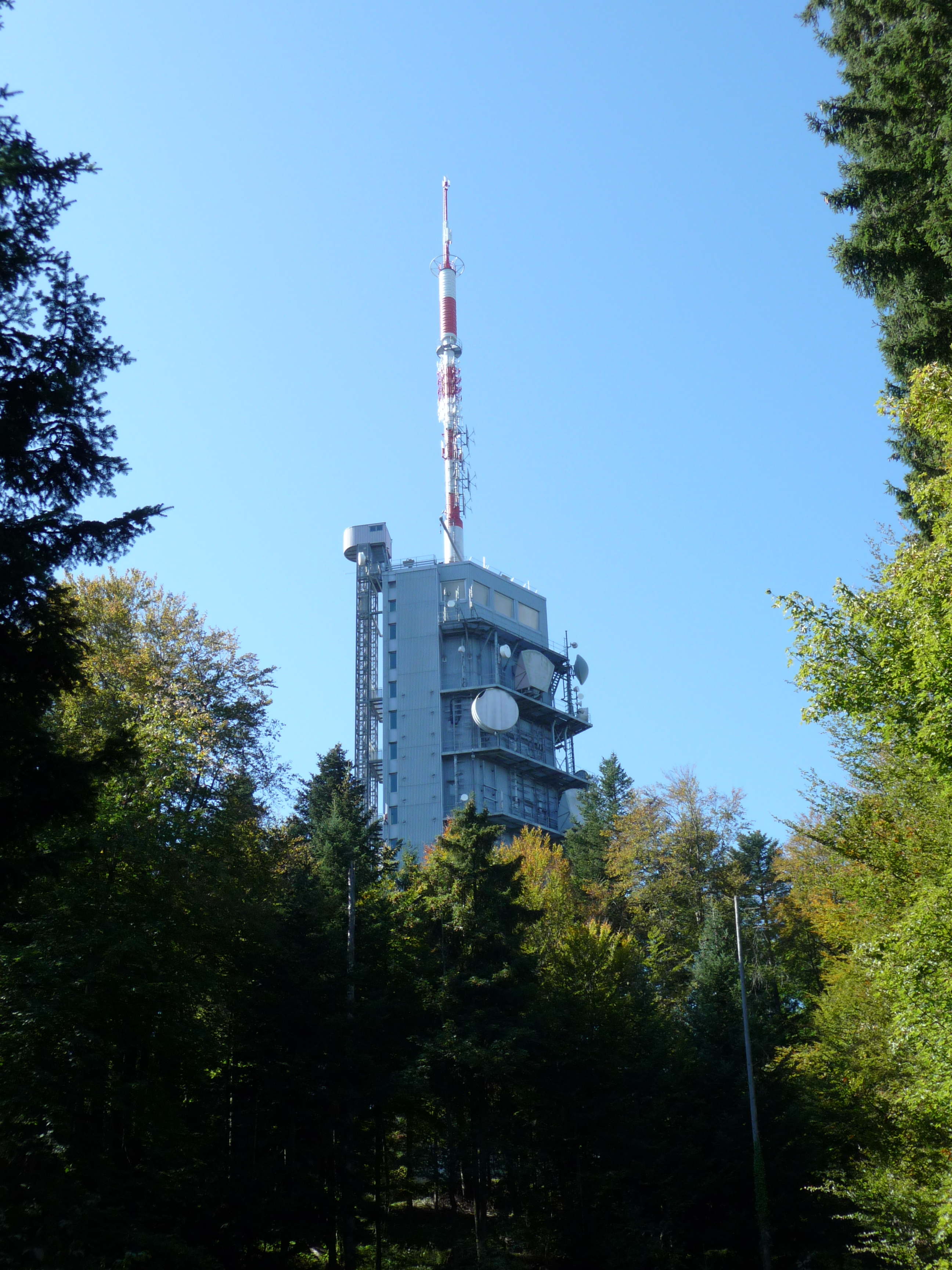
Fernsehturm

In geologisch-tektonischer Hinsicht gehört der Mont Pèlerin zum Gebiet der subalpinen Molasse. Er besteht zur Hauptsache aus Nagelfluh, einem Konglomerat aus abgerundeten Gesteinstrümmern (fluvial geformt) mit Sand- und Tonstein als Bindemittel.
Im Oligozän (vor ungefähr 36 bis 30 Millionen Jahren) war das Gebiet des heutigen Schweizer Mittellandes von einem flachen Binnenmeer bedeckt. Danach lief das Becken aufgrund von grossräumigen Hebungsvorgängen trocken, und die Alpenfaltung setzte ein. Damit begann auch die Erosion, zahlreiche Flüsse verfrachteten den Gesteinsschutt ins Alpenvorland. Einer davon war die Ur-Rhône, welche besonders in der Zeit vor etwa 30 bis 22 Millionen Jahren am Alpenrand einen grossen Schuttfächer ablagerte, den so genannten Mont-Pèlerin-Nagelfluhfächer. Diese Ablagerungen werden heute zur Unteren Süsswassermolasse gezählt. Ursprünglich stammt das Gesteinsmaterial des Mont-Pèlerin-Fächers aus den Penninischen Decken, es besteht zur Hauptsache aus Geröll der Simmendecke. Im Lauf der Zeit verfestigten sich die Geröllmassen zum heutigen Nagelfluh-Konglomerat. Ablagerungen, die später erfolgten, waren nur noch geringmächtig und wurden weitgehend wieder erodiert. Seine letzte tektonisch bedingte Prägung erfuhr das Gebiet des Mont Pèlerin durch den Druck gegen Ende der Alpenfaltung (im Pliozän), als die Sedimentschichten leicht gefaltet und in einzelne Schuppen zerlegt wurden, die gegen die Alpen hin einfallen.
Durch die Erosionsvorgänge während des Quartärs erhielt der Mont Pèlerin seine heutige Gestalt. Während der Eiszeiten wurde der Berg jeweils vollständig vom Eis des Rhonegletschers überdeckt. Mit der Gletschererosion und der damit einhergehenden Schliffwirkung entstand die gerundete Form des Mont Pèlerin; an den Hängen wurde Grundmoränenmaterial abgelagert.

## Nutzung

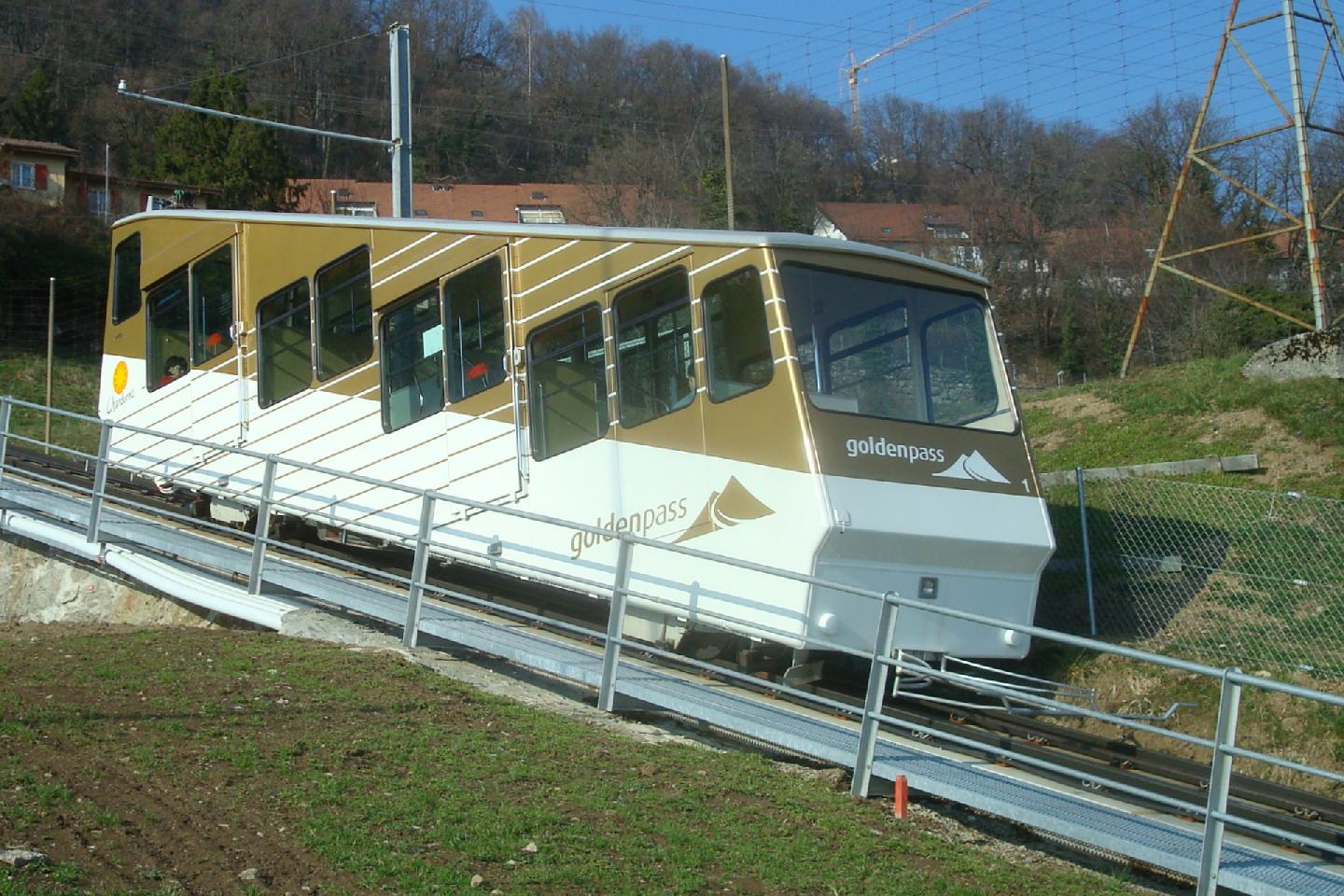
Wagen der Standseilbahn Vevey–Chardonne–Mont-Pèlerin

Der Kammbereich des Berges und der nördliche Teil des Westhanges sind fast durchgehend bewaldet. Ausgedehntes Wiesland, durchsetzt mit einigen Einzelhöfen und Ferienhäusern, erstreckt sich am verhältnismässig sanft geneigten oberen Südwesthang (Monts de Chardonne), während der steilere Osthang teils bewaldet, teils von Weideland bestanden ist. Am steilen Südhang über dem Genfersee wird bis etwa 600 Meter Weinbau betrieben, darüber liegen die Siedlungsgebiete von Chardonne und Jongny. 
Der Südhang des Mont Pèlerin ist von Vevey durch eine Standseilbahn erschlossen, die im Jahre 1900 eingeweiht wurde und heute von den Transports Montreux–Vevey–Riviera (MVR) betrieben wird. Die Bergstation befindet sich auf 810 m ü. M. an aussichtsreicher Lage oberhalb von Chardonne; es ist ein beliebtes Ausflugsziel mit Hotels, Restaurants und Tagungsstätten.
Auf dem Gipfel des Mont Pèlerin steht der 122 Meter hohe Fernsehturm Mont Pèlerin der Swisscom. Ein Lift führt auf eine Aussichtsplattform in einer Höhe von rund 65 Meter über dem Erdboden, von der sich bei klarem Wetter ein grossartiges Panorama auf den Genfersee, die Alpen und über das Mittelland bis zum Jura bietet. 
Nach dem Berg benennt sich die 1947 im Rahmen einer Tagung am Mont Pèlerin gegründete Mont Pèlerin Society, die den Wirtschaftsliberalismus propagiert.
1977 gründete Geshe Rabten in Chardonne das tibetische Hochschulinstitut Rabten Choeling.